# 近藤隆夫
近藤 隆夫（こんどう たかお、1967年1月26日 - ）は、日本のスポーツライター。

## 略歴
三重県松阪市出身。松阪市立揥水小学校、松阪市立東部中学校、聖パウロ学園高等学校卒業。上智大学文学部ドイツ文学科在学中、『週刊ゴング』（日本スポーツ出版社）記者となり、1986年からは主に「ジャパン女子プロレス」を担当する。同年秋、『ゴング格闘技』（日本スポーツ出版社）に創刊から記者、編集者としてかかわる。
1987年からタイ、インドほかアジア諸国を1年あまり放浪した後、『ゴング格闘技』編集長に。本人によるとフリーの立場での就任であった。1991年9月号で大山倍達に単独インタビュー。1991年12月号を最後に突然の退任。理由は明確に表現できない、としている。2か月以上、『ゴング格闘技』は編集長不在に。
1991年12月に渡米、ニューヨーク、マイアミ、ロサンゼルスに在住し全米4大スポーツ（MLB、NFL、NBA、NHL）を取材。帰国後、1993年に『BASKETBALL SLAMJAM』（日本スポーツ出版社）を創刊、編集長を務めると同時にスポーツライターとしての活動を本格化させる。スポーツの現場を取材するほか、テレビ・ラジオのスポーツ番組でコメンテーターも務める。
SPORTS COMMUNICATIONS（二宮清純責任編集）で、毎月第2金曜日、近藤隆夫「INSIDE格闘技」をWEB上で掲載している。

## 著書
- 「格闘技スカウティングレポート〈1998〉246人の戦闘能力」（ぶんか社）
- 「格闘技スカウティングレポート2000 - 258人の戦闘能力」（ぴいぷる社）
- 「格闘技がわかる絵事典 国が変わればルールも変わる! 古武道から総合格闘技まで」（PHP研究所）
- 「グレイシー一族の真実〜すべては敬愛するエリオのために〜」（文春文庫PLUS）
- 「確実にワンランクアップする! 野球が突然、うまくなる―技術、戦略・精神論から体力トレーニングまで」（成美堂出版、二宮清純との共著）
- 「情熱のサイドスロー 小林繁物語」（竹書房）
- 「めざせ！ナンバー１ もっと速く走れる！」（汐文社）
- 「ジャッキー・ロビンソン 人種差別をのりこえたメジャーリーガー」（汐文社、児童書）
- 「忘れ難きボクシング名勝負100 昭和編」（日刊スポーツ出版社）
- 「プロレスが死んだ日。ヒクソン・グレイシーvs髙田延彦20年目の真実」（集英社インターナショナル）
- 「伝説のオリンピックランナー"いだてん"金栗四三」（汐文社、児童書）[1]
- 「柔道の父、体育の父、嘉納治五郎」（汐文社、児童書）
- 「オリンピックを呼んだ男 田畑政治」（汐文社、児童書）
- 「キミも運動ができるようになる 1⃣徒競走、幅とび、垂直とび ほか」（汐文社、児童書）
- 「キミも運動ができるようになる 2⃣なわとび、とび箱、鉄棒 ほか」（汐文社、児童書）
- 「キミも運動ができるようになる 3⃣ボールを投げる・受ける・ける ほか」（汐文社、児童書）